# Pardosa leprevosti
Pardosa leprevosti este o specie de păianjeni din genul Pardosa, familia Lycosidae, descrisă de Mello-leitão, 1947. Conform Catalogue of Life specia Pardosa leprevosti nu are subspecii cunoscute.